# نيلز بولين
نيلز ايفار بولين هو عالم سويدي قام باختراع حزام الأمان الثلاثي النقاط، والذي يستخدم حاليا في كافة أنواع السيارات. وقد ساهم هذا الاختراع في تقليل نسبة الاصابات والوفيات الناجمة من حوادث الطرق، والتي يروح ضحيتها سنويا حوالي 1.35 مليون شخص وفقا لمنظمة الصحة العالمية.

## الولادة
ولد نيلز بولين في السابع عشر من يوليو عام 1920م، بمدينة هارنوساند بالسويد.

## التعليم والعمل
حصل على درجة البكالوريس في الهندسة التقنية سنة 1939. وبدأ العمل في شركة لتصميم الطائرات سنة 1942.وبعد ست عشر سنة تقلد منصب مهندس السلامة والأمان في شركة فولفو للسيارات في مدينة غوتينبرج السويدية.وفي عام 1959، تقلد منصب مدير قسم السلامة في الشركة نفسها. وفي هذه الأثناء، كان بوهلين يهتم بإيجاد طرق عملية لتقليل عدد الجرحى والقتلى أثناء الحوادث الطرق في كل من السيارات والشاحنات. ومن أهم ماصممه في هذا المجال حزام الأمان المثبت في ثلاث نقاط، لتثبيت الجزء العلوي والسفلي من جسم الإنسان على المقعد في مكان واحد، فإذا حصل أي حادث لايرتطم جسم السائق بالسيارة. وطبعاً، كانت أول سيارة يستخدم فيها هذا الحزام هي سيارة فولفو من طراز بي في 544. ورفض بوهلين حقه التجاري في هذا الاختراع وسمح لجميع السيارات باستخدامه. ومنذ ستينيات القرن الماضي، بدأت القوانين في بعض دول العالم تفرض على السائق ربط حزام الأمان، وماهي إلا سنوات معدودة، حتى أجمعت على ذلك القوانين في معظم دول العالم. يعد اختراع بوهلين هذا واحداً من أهم المخترعات في مجال صناعة السيارات، إذ أدى إلى تقليل عدد الجرحى والقتلى الناتج من حوادث المرور.فقد أصدرت شركة فولفو عام 1966، تقريراً يفيد أن عدد الجرحى والقتلى انخفض بنسبة 75%. كذلك اختير اختراعه واحداً من أهم تسعة مخترعات في حياة البشرية في القرن الفائت. تقلد بوهلين عدة مناصب في الشركة، منها مدير قسم التطوير والأبحاث المركزي ورئيس المهندسين، وانتخب لينضم إلى منظمة الأمان العالمية وغيرها من المناصب المهمة.

## الإنجازات
- ساهم بولين أثناء فترة عمله بشركة صناعة الطائرات في تصميم وتطوير مقعد القذف – وهو المقعد الذي يساعد قائد الطائرة العسكرية على الخروج منها في حال تعطلها- .
- اخترع حزام الأمان الحديث الثلاثي النقاط في العام 1958م، لتصبح بذلك سيارات فولفو هي أول السيارات استخداما له، ثم تنازلت الشركة فيما بعد عن براءة الاختراع حتى تستطيع بقية الشركات تطبيق التقنية الجديدة وتزداد نسبة الأمان بالسيارات.
- قدم بحث يتضمن تحليل احصائي ل 28 ألف حادث سيارة في مؤتمر ستاب الحادي عشر لحوادث السيارت عام 1967م، يبين فيه مدى أهمية تقييد ركاب السيارة بالمقعد.[3]

## تكريمه
- بعد تقاعده، كرمته الإدارة الوطنية الأمريكية لسلامة المرور بالعاصمة واشنطن.
- حصل على ميدالية من الأكاديمية الملكية للعلوم الهندسية بالسويد.
- تمت انتخابه للإنضمام إلى منظمة الأمان العالمية.

## وفاته
توفي نيلز بولين بالسويد في 26 ديسمبر عام 2002 عن عمر يناهز 82 عاما، إثر أزمة قلبية. وكانت من أشهر عباراته «إن أكثر ما يسعدني أن التقي شخصا يخبرني أن حزام الأمان حافظ على حياة أهم الأشخاص لديه».